# Epinephelus retouti
Epinephelus retouti es una especie de peces de la familia Serranidae en el orden de los Perciformes.

## Morfología
Los machos pueden llegar alcanzar los 50 cm de longitud total.

## Distribución geográfica
Se encuentra desde el oeste del Índico hasta las islas de la Línea y la Polinesia Francesa.